# Reinhard Groscurth
Reinhard Groscurth  (* 10. Oktober 1866 in Iserlohn; † 1. Januar 1949 in Bremen) war ein deutscher evangelischer Theologe.

## Leben
Groscurth war der Sohn eines Pastors. Er wuchs in Iserlohn auf, absolvierte das Gymnasium in Bochum und machte 1885 sein Abitur. Er studierte Theologie an der Universität Tübingen, an der Friedrich-Wilhelms-Universität in Berlin und an der Universität Bonn. In Tübingen wurde er 1885 Mitglied des Corps Borussia. Nach dem theologischen Examen in Münster wurde er Vikar und dann Hilfsprediger in Iserlohn an der Kirche seines Vaters. Er war dann 1893/94 Pfarrer in Brüssel an der deutschen Gemeinde und von 1894 bis 1902 in Lüdenscheid. 1902 wurde der konservative Groscurth zum Pastor Primarius an die Kirche Unser Lieben Frauen in Bremen berufen. An der Kirche wirkte er bis 1934. 1915 diente er als Garnisonpfarrer im Ersten Weltkrieg. Er war in vielen Vereinen in Bremen in verschiedene Funktionen aktiv. Große Beachtung fand sein Wirken für das Gustav-Adolf-Werk, das älteste evangelische Hilfswerk in Deutschland. Die Universität Göttingen verlieh ihm dafür die Ehrendoktorwürde. Er war zudem Mitglied im Kirchenausschuss der Bremischen Evangelischen Kirche. 1930 vertrat er in Schweden die deutsche evangelische Kirche zur 1100-Jahr-Feier von Erzbischof Ansgar.
Verheiratet war er mit Marie Groscurth (1866–1950). Sein Sohn war der Oberst und Widerstandskämpfer gegen den Nationalsozialismus Helmuth Groscurth (1898–1943). Sein ältester Sohn war Dr. jur. Reinhard Groscurth (1895–1983), Regierungsdirektor und dann Syndikus der Wasser- und Schifffahrtsdirektion Bremen. Beerdigt wurde er auf dem Riensberger Friedhof (Nr. FF0022a).

## Ehrungen
- 1931 wurde er Ehrendoktor als Dr. theol. h. c.
- Der Groscurthweg in Bremen-Obervieland, Ortsteil Kattenesch, wurde 1968 nach ihm benannt.

## Werke
- Aus vergangenen Tagen. Arndt-Verlag Friedrich & Co, Bremen 1927